# Lorraine Open 1983
Il Lorraine Open 1983 è stato un torneo di tennis giocato sul cemento indoor. Si è giocato a Nancy in Francia. È stata la 5ª edizione del torneo, che fa parte del Volvo Grand Prix 1983. Il torneo si è giocato dal 7 al 13 marzo 1983.

## Campioni

### Singolare maschile
Nick Saviano ha battuto in finale  Chip Hooper con il punteggio di 6–4, 4–6, 6–3

### Doppio maschile
Jan Gunnarsson /  Anders Järryd hanno battuto in finale  Ricardo Acuña /  Belus Prajoux con il punteggio di 7–5, 6–3